# Italia alla XII Universiade
L'Italia ha partecipato alla XII Universiade, tenutasi a Edmonton dal 1º al 12 luglio 1983, conquistando un totale di venticinque medaglie.

## Medagliere per discipline
| Sport            | Oro | Argento | Bronzo | Totale |
| ---------------- | --- | ------- | ------ | ------ |
| Scherma          | 4   | 3       | 2      | 9      |
| Atletica leggera | 3   | 3       | 1      | 7      |
| Ciclismo         | 1   | 1       | 1      | 3      |
| Nuoto            | 0   | 3       | 1      | 4      |
| Tennis           | 0   | 1       | 0      | 1      |
| Pallavolo        | 0   | 0       | 1      | 1      |
| Totale           | 8   | 11      | 6      | 25     |

### Dettaglio
| Sport            | Oro                                | Argento                                               | Bronzo                            |
| ---------------- | ---------------------------------- | ----------------------------------------------------- | --------------------------------- |
| Scherma          | Stefano Bellone (spada)            | Mauro Numa (fioretto)                                 | Andrea Borella (fioretto)         |
| Scherma          | Marco Marin (sciabola)             | Giovanni Scalzo (sciabola)                            | Gianfranco Dalla Barba (sciabola) |
| Scherma          | Squadra fioretto maschile          | Squadra sciabola maschile                             |                                   |
| Scherma          | Squadra spada maschile             |                                                       |                                   |
|                  |                                    |                                                       |                                   |
| Atletica leggera | Claudio Patrignani (1500 m)        | Giovanni D'Aleo (20 km marcia)                        | Marco Bucci (lancio del disco)    |
| Atletica leggera | Alessio Faustini (maratona)        | Maurizio Damilano (20 km marcia)                      |                                   |
| Atletica leggera | Gabriella Dorio (1500 m)           | Fausta Quintavalla (tiro del giavellotto)             |                                   |
|                  |                                    |                                                       |                                   |
| Ciclismo         | Sergio Scremin (corsa in linea)    | Stefano Baudino (cronometro)                          | Cronometro a squadre maschile     |
|                  |                                    |                                                       |                                   |
| Nuoto            |                                    | Cinzia Savi Scarponi (100 m farfalla)                 | Manuela Dalla Valle (100 m rana)  |
| Nuoto            | Cinzia Savi Scarponi (200 m misti) |                                                       |                                   |
| Nuoto            | Cinzia Savi Scarponi (400 m misti) |                                                       |                                   |
|                  |                                    |                                                       |                                   |
| Tennis           |                                    | Angelo Binaghi Raimondo Ricci Bitti (doppio maschile) |                                   |
|                  |                                    |                                                       |                                   |
| Pallavolo        |                                    |                                                       | Nazionale maschile                |